# Stigmella zizyphi
Stigmella zizyphi is een vlinder uit de familie van de dwergmineermotten (Nepticulidae). De soort is voor het eerst wetenschappelijk beschreven als Nepticula zizyphi door Thomas de Grey Walsingham in een publicatie uit 1911.

## Verspreiding
De soort komt voor in Algerije en Gambia.

## Waardplanten
De rups leeft op Ziziphus mauritiana (Lam.) (Rhamnaceae).